# Wyoming (Michigan)
Wyoming je město ve Spojených státech amerických. Nachází se v okrese Kent County ve státě Michigan. Ve městě žije  obyvatel a jeho rozloha činí . Na severovýchodě sousedí s městem Grand Rapids a je druhým nejlidnatějším městem v Západním Michiganu. 
Město bylo založeno roku 1959. Nebylo pojmenováno po státě Wyoming, jak by se mohlo jevit na první dojem, ale po Wyoming County ve státě New York, odkud do města přišla významná část osadníků.